# Герасименко Ігор Леонідович
І́гор Леоні́дович Герасиме́нко (нар. 5 січня 1984, м. Радомишль, Житомирська область) — український військовослужбовець, десантник, полковник Збройних сил України, командир військової частини А1493, раніше — командир 1-го аеромобільно-десантного батальйону 95-ї аеромобільної бригади. Герой України.
Народний депутат України (виборчий округ № 62, частина Богунського району, Корольовський район міста Житомира). Голова громадської організації «Альянс учасників бойових дій».
Безпартійний.

## Життєпис
Народився 1984 року в місті Радомишль на Житомирщині. У 2001—2005 роках навчався на аеромобільному факультеті Одеського інституту Сухопутних військ. Після закінчення інституту був призначений командиром розвідувального взводу 95-ї окремої аеромобільної бригади, м. Житомир.

### Бойовий шлях
У зв'язку з російською збройною агресією проти України з 8 березня 2014 року виконував завдання на Півдні, у квітні вирушив на Донеччину, у Добропілля. На той час обіймав посаду командира 3-ї роти 13-го окремого аеромобільного батальйону, але невдовзі був призначений командиром 1-го батальйону 95-ї бригади.
26 травня 2014 року підрозділом під керівництвом майора Герасименка були знешкодженні російські бойовики та їх автомобільна техніка під час атаки на блок-пост. Завдяки професіоналізму, рішучості та особистій мужності командира підрозділам батальйонно-тактичної групи вдалося у найкоротший строк та без втрат особового складу і техніки захопити та надалі утримувати оперативно важливий пункт — пануючу висоту 167.6 (гора Карачун) біля Слов'янська, тим самим взяти під контроль напрямки можливих наступальних дій російських бойовиків поблизу міста.
У червні прийняв командування 1-м аеромобільно-десантним батальйоном після загибелі комбата — Героя України полковника Тараса Сенюка. Брав участь у визволенні Слов'янська, був поранений, але лишився у строю. По тому був складний бій за висоту біля селища Спірне (у квітні 2016 пошуковці знайшли біля селища могилу з 18 тілами бойовиків) і звільнення Лисичанська.
27 липня завдяки вмілому керівництву підрозділом в умовах інтенсивного вогневого впливу противника було знищено декілька вогневих позицій російських бойовиків та встановлено контроль поблизу населених пунктів Степанівка та Петровське в Шахтарському районі Донецької області, що надалі призвело до зриву спроб висування російських бойовиків загальною чисельністю до 200 осіб. 29 липня штурмовою групою під керівництвом Герасименка результативно та в найкоротші строки було взято під контроль курган Савур-могила — стратегічно важливу точку створення «Маринівського коридору» для виходу основних сил з Ізвариного. Дістав два поранення — в голову і в плече, і знову лишився в строю, командуючи батальйоном.
Далі була низка бойових операцій — Маріуполь, Тельманове, Трьохізбенка, Кримське, Ясинувата, Піски, Донецький аеропорт, шахта «Бутівка». Брав участь у всіх виїздах в складі тактичної групи батальйону.
13 лютого 2015 року Президент України Петро Порошенко вручив майору Герасименку Золоту зірку Героя України.
Призначений командиром військової частини А1493, 5-та батальйонна тактична група 81-ї окремої аеромобільної бригади (м. Кременчук / м. Миколаївка, Донецька область).
Під час війни продовжив навчання, у червні 2017 року закінчив Національний університет оборони України імені Івана Черняховського, отримав диплом магістра.
У Києві на території Національного університету оборони України імені Івана Черняховського (проспект Повітрофлотський № 28) встановлено стелу з іменами Героїв України, серед який й ім'я Ігора Герасименка.
З дружиною виховує двох синів.

## Парламентська діяльність
Член Комітету Верховної Ради з питань національної безпеки, оборони та розвідки.
Взяв на поруки заступника міністра Ігоря Павловського, якому суд м. Києва обрав запобіжний захід у вигляді цілодобового домашнього арешту за підозрою в причетності до розтрати понад 149 млн грн держкоштів при закупівлі палива для Міністерства оборони України.
В 2020 році нардеп Герасименко був співавтором 9 законопроєктів, жоден з яких ще не ухвалений Верховною радою, а в 2019 році він долучився до розробки п’яти проєктів законів і всі вони станом на початок 2021 року прийняті.
22 липня 2025 року голосував за закон України 12414 який був ухвалений з порушенням Регламенту Верховної Ради України та підпорядкував НАБУ та САП Генеральному прокурору і викликав масові протести. 
Станом на 2024 р. є одним з трьох народних депутатів — Героїв України (разом з Юрієм Бойком та Мустафою Джемілєвим).

## Нагороди та відзнаки
- Звання Герой України з врученням ордена «Золота Зірка» (12 лютого 2015) — за виняткову особисту мужність і героїзм, виявлені у захисті державного суверенітету та територіальної цілісності України, самовіддане служіння Українському народові[12].
- Іменний пістолет ТТ.

## Колеги про Герасименка
| Він такий молодий і такий гарячий! Не береже себе, повністю віддається службі, завжди сповнений енергії і сил. Та в нього практично немає недоліків! Боєць. Чоловік. Ним можна тільки пишатися. |
| — Командувач ВДВ ЗС України, Герой України генерал-лейтенант Забродський М. В. |

| Майор Герасименко — справжній офіцер, не більш, не менш. Досвідчений, розумний, добрий організатор, з розвиненим почуттям обов'язку і відповідальності. Він думає не тільки про себе, а й про кожного, хто поруч, готовий захистити, підтримати, підставити плече. А ось поблажливості і фальші від нього не доб'єшся. „Сила, відвага, честь“ — для нього це не просто напис на шевроні, це вся суть його служби. |
| — Командир 95 ОДШБр полковник Гуть О. Г. |

| У Ігоря немає недоліків. Він справжній друг, товариш. Він глибоко порядна людина, на яку можна покластися в будь-якій ситуації. Ми разом вчилися, служили. Я бачив його і в години щастя, і моменти глибокого відчаю, і в мирний час, і на війні, тому можу твердо сказати, що він — справжній чоловік. Таких як Ігор — одиниці. Він гордість своєї родини і всієї нашої країни. |
| — Начальник фізичної підготовки і спорту КВДВ майор Палагін А. І. |

| А нашим комбатом був майор Ігор Герасименко, відчайдуха, за спинами бійців ніколи не ховався і завжди був там, де найгарячіше. Обстріл, відбиття атаки, наступ, рейд — всюди ми поряд з ним. |
| — Зв'язківець 95-ї ОАеМБр сержант Максим Козлов |